# 宝庆路 (上海)
宝庆路是位于中華人民共和國上海市徐匯區衡复风貌区的一條道路，连接衡山路与常熟路，全长373米。宝庆路原名宝建路（Route Pottier），道路以法国远东舰队司令爱德华·波蒂尔的名字命名。道路建於1902年。1943年，改名宝庆路。后来寶慶路的一段变成恩理和路，即现在的桃江路。宝庆路兩邊有許多建於中華民國大陸時期的欧式建筑。